# Chengalam South
Chengalam South es una ciudad censal situada en el distrito de Kottayam en el estado de Kerala (India). Su población es de 16111 habitantes (2011). Se encuentra a 1 km de Kottayam y a 72 km de Cochin.

## Demografía
Según el censo de 2011 la población de Chengalam South era de 16111 habitantes, de los cuales 7921 eran hombres y 8190 eran mujeres. Chengalam South tiene una tasa media de alfabetización del 97,94%, superior a la media estatal del 94%: la alfabetización masculina es del 98,72%, y la alfabetización femenina del 97,21%.